# Pradolina Podkarpacka
Pradolina Podkarpacka (512.51) – mezoregion geograficzny w południowo-wschodniej Polsce, część Kotliny Sandomierskiej o powierzchni 995 km². Pradolina Podkarpacka stanowi obniżenie ciągnące się na północ od progu Karpat, od Dębicy na zachodzie, po Przeworsk na wschodzie. Pradolina ta wykształciła się podczas zlodowacenia południowopolskiego, kiedy lądolód opierał się o Karpaty – odprowadzała wówczas wody roztopowe na wschód do Dniestru, do Morza Czarnego. Pradolina Podkarpacka funkcjonowała jeszcze w czasie zlodowacenia środkowopolskiego, ale jej rolę przejęła nowa pradolina – Wieprza-Krzny.